# Rajon Petschenihy
Der Rajon Petschenihy (ukrainisch Печенізький район/Petscheniskyj rajon; russisch Печенежский район/Petscheneschski rajon) war eine Verwaltungseinheit innerhalb der Oblast Charkiw im Osten der Ukraine. Der Rajon, welcher 1923 gegründet wurde, hatte eine Fläche von 467 km² und eine Bevölkerung von etwa 10.000 Einwohnern. Der Verwaltungssitz befand sich in der namensgebenden Siedlung städtischen Typs Petschenihy.
Der Rajon wurde 1932 ein Teil des Rajons Charkiw, 1963 dann aufgelöst und auf die Rajone Welykyj Burluk, Schewtschenkowe und Tschuhujiw aufgeteilt und am 13. Dezember 1991 wieder neu gegründet.
Am 17. Juli 2020 kam es im Zuge einer großen Rajonsreform zum Anschluss des Rajonsgebietes an den Rajon Tschuhujiw.
Auf kommunaler Ebene war der Rajon in 1 Siedlungsratsgemeinde und 4 Landratsgemeinden unterteilt, denen jeweils einzelne Ortschaften untergeordnet waren.
Zum Verwaltungsgebiet gehörten:
- 1 Siedlung städtischen Typs
- 11 Dörfer